# Al Hirschfeld Theatre
L'Al Hirschfeld Theatre, precedentemente noto come Martin Beck Theatre, è un teatro di Broadway sito nel quartiere di Midtown Manhattan a New York.

## Storia
Progettato da G. Albert Lansburgh e decorato in stile moresco e bizantino da Albert Herter, il teatro aprì al pubblico l'11 novembre 1924 con il nome di Martin Beck Theatre. Il teatro ottenne diversi successi già dai suoi primi anni, in particolare con un Romeo e Giulietta interpretato da Basil Rathbone e Katharine Cornell (1934) e tre stagioni di operette di Gilbert e Sullivan nel 1934, 1936 e 1939. Negli anni quaranta e cinquanta ospitò le prime di alcuni capolavori del teatro statunitense, tra cui Arriva l'uomo del ghiaccio di Eugene O'Neill (1946), La rosa tatuata di Tennessee Williams (1951) e Il crogiuolo di Arthur Miller (1953). Negli anni cinquanta proseguì il sodalizio tra la direzione del teatro e Tennessee Williams, i cui drammi La discesa di Orfeo (1957) e La dolce ala della giovinezza (1959) debuttarono proprio su queste scene.
Il Martin Beck Theatre mise in programmazione anche diversi musical nel corso degli anni, tra cui le prime di On the Town (1943), Candide (1956) e il debutto statunitense di Oliver! (1965). Nel 1979 Richard Gere calcò le scene del teatro nella prima di Broadway del dramma Bent, mentre due anni più tardi Elizabeth Taylor e Maureen Stapleton furono le protagoniste de Le piccole volpi. Nel 1987 il teatro ospitò la prima del musical di Sondheim Into the Woods, mentre nel 1992 un acclamato revival di Guys and Dolls diretto da Jerry Zaks cominciò tre anni di repliche al Martin Beck. A partire dagli anni novanta il teatro ha ospitato quasi esclusivamente musical, tra cui apprezzati revival di Kiss Me Kate (1999), Man of La Mancha (2002), Wonderful Town (2003), Sweet Charity (2005), Hair (2009) e How to Succeed in Business Without Really Tying (2011).
Nel 2003 il teatro fu rinominato Al Hirschfeld Theatre in onore del centesimo compleanno del disegnatore.